# Bình Giang, Tô Châu
Bình Giang (tiếng Trung: 平江區, Hán Việt: Bình Giang khu) là một khu cũ của thành phố Tô Châu (苏州市), tỉnh Giang Tô, Cộng hòa Nhân dân Trung Hoa. Quận Bình Giang có diện tích 25 km2, dân số năm 2001 là 180.000 người. Quận Bình Giang có các đơn vị hành chính gồm 6 nhai đạo. Từ tháng 9 năm 2012, Bình Giang cùng với Kim Xương và Thương Lãng sáp nhập lại thành Cô Tô.